# Lista de capítulos de Blue Exorcist
O mangá Blue Exorcist é escrito e ilustrado por Kazue Kato, e é publicado pela editora Shueisha na revista Jump Square. O primeiro capítulo de Ao no Exorcist foi publicado em abril de 2009, já tendo ultrapassado mais de 145 capítulos lançados atualmente. Nesta página, os capítulos estão listados por volume, com seus respectivos títulos originais (títulos originais na coluna secundária, os volumes de Ao no Exorcist não são titulados). Alguns capítulos saíram apenas na Jump Square, não tendo sido lançados na forma de volumes, porém, eles também estarão listados aqui.
No Brasil, é licenciado e publicado pela editora JBC desde julho de 2013.[carece de fontes?] Em Portugal, é licenciado e publicado pela Editora Devir, desde novembro de 2013.

## Volumes 1~10
| - 1. Gargalhada Satânica - 2. Irmãos - 3. O Jardim de Amahara | - 1. 笑う青焔魔 (Warau Satan) - 2. 兄と弟 (Ani to Otōto) - 3. 天空の庭 (Amahara no Niwa) |

| - 4. A Criança do Templo Amaldiçoado - 5. Novos Amigos - 6. Agora, Houve Doentes - 7. Memórias | - 4. 祟り寺の仔 (Tatari Dera no Ko) - 5. 友千鳥 (Tomochidori) - 6. 此に病める者あり (Koko ni Yameru Mono Ari) - 7. おもひで (Omoide) |

| - 8. Gato Preto - 9. Etiqueta - 10. Prova - 11. Acampamento Divertido | - 8. 黒猫 (Kuroneko) - 9. 鬼事 (Onigokko) - 10. 証明 (Shōmei) - 11. 愉しいキャンプ (Tanoshii Kyanpu) |

| - 12. Armadilha para Insetos - 13. Ato de Bondade - 14. Aposta - 15. E Cada um Deles | - 12. 誘蛾灯 (Yūgatō) - 13. やさしい事 (Yasashii Koto) - 14. 賭 (Kake) - 15. どいつもこいつも (Doitsu mo Koitsu mo) |

| - 16. O Começo Disso - 17. Vá Para Kyoto! - 18. Discórdia - 19. Filho Embriagado | - 16. 事の始まり (Koto no Hajimari) - 17. 京都へGo! (Kyōto e Gō!) - 18. 仲違い (Nakatagai) - 19. 酔いどれ息子 (Yoidore Musuko) |

| - 20. O Traidor - 21. Vicissitudes - 22. Chamas Ardentes - 23. Histórias do Pai - Especial 1. Trem Fantasma - Especial 2. A Fuga de Kuro | - 20. 裏切者 (Uragirimono) - 21. 転変 (Tenpen) - 22. 炎火 (Enka) - 23. 父語り (Chichi Gatari) - 特別番外編 1. 幽霊列車 (Fantomu Torein) - 特別番外編 2. クロの家出 (Kuro no Iede) |

| - 24. Espada Vazia - 25. Rei Impuro - 26. Chama do Coração - 27. Batalha Decisiva no Monte Kongo! | - 24. 空虚の剣 (Kara no Ken) - 25. 不浄王 (Fujō-Ō) - 26. こころのひ (Kokoro no Hi) - 27. 決戦!金剛深山 (Kessen! Kongō-shinzan) |

| - 28. Carmesim - 29. Barreira Mágica - 30. Fatalidade - 31. Passagem - 32. Abismo | - 28. 紅蓮 (Guren) - 29. 結界呪 (Kekkai-shu) - 30. 因縁生起 (In'nen Shōki) - 31. 入滅 (Nyūmetsu) - 32. 深淵 (Shin'en) |

| - 33. Destruição - 34. A Conclusão Disso - 35. O Vasto e Largo Mar - 36. Para Onde as Ondas Azuis Balançam - 37. A Lua se Põe e o Dia Nasce | - 33. 砕破 (Saiha) - 34. 事の結び (Koto no Musubi) - 35. 海は広いな大きいし (Umi wa Hiroina Ōkiishi) - 36. 青い波ゆれてどこまで (Aoi Nami Yurete Dokomade) - 37. 月は沈むし日も登る (Tsuki wa Shizumushi Hi mo Noboru) |

| - 38. Exorcista - 39. Os Modos do Demônio - 40. As Sete Maravilhas do Colégio Vera Cruz - 41. A Localização do Segredo - Especial. A Banda de Kin-nii Tem 0 de Popularidade | - 38. エクソシスト (Ekusoshisuto) - 39. 悪魔の作法 (Akuma no Manā) - 40. 正十字学園七不思議 (Sei Jūji Gakuen Nanafushigi) - 41. 秘密の在り処 (Himitsu no Arika) - 特別番外編. 金兄のバンドは売れる気０です (Kin-nii no Bando wa Ureru ki 0 Desu) |

## Volumes 11~20
| - 42. Mundo Barulhento - 43. Amigos - 44. Abobrinhas de Mephisto - 45. A Juventude dos Mortos-vivos - 46. Tentativa e Erro - 47. Festival do Colégio Vera Cruz, Véspera | - 42. ざわめく世界 (Zawameku Sekai) - 43. 友達 (Tomodachi) - 44. メフィストの戯言 (Mefisuto no Tawagoto) - 45. 青春の生ける屍 (Seishun no Wōking Deddo) - 46. トライアンドエラー (Torai ando Erā) - 47. 正十字学園祭―前夜 (Sei Jūji Gakuen Sai, Zen'ya) |

| - 48. Festival do Colégio Vera Cruz, Esta Noite - 49. Festival do Colégio Vera Cruz, A Noite Seguinte - 50. Minha Coisa Mais Importante - 51. Aqueles que São Enganados São Tolos... - 52. Não Dependa de Ninguém | - 48. 正十字学園祭―当夜 (Sei Jūji Gakuen Sai, Tō'ya) - 49. 正十字学園祭―後夜 (Sei Jūji Gakuen Sai, Kōya) - 50. あたしの一番大切なもの (Atashi no Ichiban Taisetsuna Mono) - 51. 騙される方がバカだって・・・ (Damasareru Hō ga Baka Datte...) - 52. もう誰も頼れない (Mō Dare mo Tayorenai) |

| - 53. Eu Vou Degolar Todos Vocês Enquanto Dormem - 54. Não Voltarei aos Cavaleiros - 55. Como se Fossem Irmãos - 56. Intermissão - 57. Começa o Jogo | - 53. お前ら全員寝首掻いてやる (Omaera Zen'in Nekubi Kaite Yaru) - 54. 騎士團には戻らない (Kishi-dan ni wa Modoranai) - 55. 兄弟みたいな (Kyōdai Mitai na) - 56. 幕間劇 (Makuai Geki) - 57. 序盤戦 (Joban-sen) |

| - 58. Intervalo do Jogo - 59. Fim de Jogo - 60. Só de Estar Com Eles - 61. Tesouro - 62. Exorcizar e Purificar o Mal | - 58. 中盤戦 (Chūban-sen) - 59. 終盤戦 (Shūban-sen) - 60. 一緒にいるだけで (Issho ni Iru Dake de) - 61. 宝物 (Takaramono) - 62. 悪祓ひ去らしめ給はむ (Akuhara hi Sara Shime Tamahamu) |

| - 63. Adeus - 64. Vamos Lá - 64,5. Bem-vindo - 65. Pink Spider - Início - 66. Pink Spider - Meio - 67. Pink Spider - Fim | - 63. さよなら (Sayonara) - 64. 行ってきます (Ittekimasu) - 64,5. おかえり (Okaeri) - 65. ピンクスパイダー 前編 (Pinku Supaidā - Zenpen) - 66. ピンクスパイダー 中編 (Pinku Supaidā - Chūhen) - 67. ピンクスパイダー 後編 (Pinku Supaidā - Kōhen) |

| - 68. Festival Nu - 69. Mesa-redonda do Alto Escalão - 70. Ambição - 71. As Consequências de se Apaixonar - 72. A Caminho - 73. O Despertar do Amor | - 68. はだかまつり (Wada ka Matsuri) - 69. 上層部圓卓会議 (Jōsōbu Entaku Kaigi) - 70. 野望 (Yabō) - 71. 惚れたが因果 (Horeta ga Inga) - 72. 道すがら (Michisugara) - 73. 戀い初める (Koi Someru) |

| - 74. A Estação Hachinohe Envolta em Neve - 75. A Serpente Congelando - 76. Adeus para Você - 77. Está Tudo Bem em Eu Não Voltar - 78. Como se Implorasse por Lágrimas | - 74. 八戸駅は雪の中 (Hachinohe-eki wa Yuki no Naka) - 75. 凍える蛇 (Kogoeru Kuchinawa) - 76. さよならあなた (Sayonara Anata) - 77. 戻れなくてももういいの (Modorenakute mo Mō Ī no) - 78. 泣けとばかりに (Nake to Bakari Ni) |

| - 79. A Serpente Congelada - 80. Cenário de Inverno Aomori - 81. Biblioteca Subterrânea - 82. Despertar - 83. Broto | - 79. 凍えそうな蛇 (Kogoesōna Kuchinawa) - 80. ああ青森冬景色 (Aa Aomori Fuyu Geshiki) - 81. 地下図書館 (Chika Toshokan) - 82. 啓蟄 (Keichitsu) - 83. 萌芽 (Hōga) |

| - 84. Fundação - 85. Folhas Variantes - 86. Fruto das Sucursais - 87. Embrião - 88. Feliz (Natal) véspera de aniversário! | - 84. 根幹 (Konkan) - 85. 異形葉 (Ikeiyō) - 86. 結果枝 (Kekkashi) - 87. 胚子 (Hai) - 88. ハッピー（メリクリ）バースデー！イヴ (Happī (Merikuri) Bāsudē! Ibu) |

| - 89. Feliz (Natal) Aniversário! - 90. Parabéns - Noite Nupcial - 91. Parabéns - Noite Tardia - 92. Além da Neve: Parte 1 - 93. Além da Neve: Parte 2 | - 89. ハッピー（メリクリ）バースデー (Happī (Merikuri) Bāsudē) - 90. 寿・初夜 (Kotobuki Soya) - 91. 寿・後夜 (Kotobuki Goya) - 92. 雪の果て 1 (Yuki no Hate 1) - 93. 雪の果て 2 (Yuki no Hate 2) |

## Volumes 21~Atual
| - 94. Além da Neve: Parte 3 - 95. Além da Neve: Parte 4 - 96. Além da Neve: Parte 5 - 97. Além da Neve: Parte 6 - 98. Além da Neve: Parte 7 | - 94. 雪の果て 3 (Yuki no Hate 3) - 95. 雪の果て 4 (Yuki no Hate 4) - 96. 雪の果て 5 (Yuki no Hate 5) - 97. 雪の果て 6 (Yuki no Hate 6) - 98. 雪の果て 7 (Yuki no Hate 7) |

| - 99. Além da Neve: Parte 8-A - 99.5. Além da Neve: Parte 8-B - 100. SsC00:40 - 101. SsC04:36 - 102. SsC05:35 - 103. SsC05:29 | - 99. 雪の果て 8-a (Yuki no Hate 8-a) - 99.5. 雪の果て 8-b (Yuki no Hate 8-b) - 100. SsC00:40 - 101. SsC04:36 - 102. SsC05:35 - 103. SsC05:29 |

| - 104. SsC20:20 - 105. SsC19:21 - 106. SsC23:17 - 107. SsC23:17b - 108. SsC23:17c | - 104. SsC20:20 - 105. SsC19:21 - 106. SsC23:17 - 107. SsC23:17b - 108. SsC23:17c |

| - 109. SsC23:17D - 110. SsC40:00A - 111. SsC40:00B - 112. SsC40:00C - 113. SsC40:00D - 114. SsC23:17E | - 109. SsC23:17D - 110. SsC40:00A - 111. SsC40:00B - 112. SsC40:00C - 113. SsC40:00D - 114. SsC23:17E |

| - 115. SsC23:17F - 116. SsC23:17G - 117. SsC23:17H - 118. SsC23:17I - 119. SsC24:16 - 120. SsC40:00E | - 115. SsC23:17F - 116. SsC23:17G - 117. SsC23:17H - 118. SsC23:17I - 119. SsC24:16 - 120. SsC40:00E |

| - 121. De um Tecido - Prefácio - 122. De um Tecido - Iniciando um Incêndio - 123. De um Tecido - Guerra Total - 124. De um Tecido - Em Chamas - 125. De um Tecido - Perturbe | - 121. 無双 序ず (Musō Tsuidezu) - 122. 無双 熾す (Musō Okosu) - 123. 無双 豪ぐ (Musō Eragu) - 124. 無双 爛る (Musō Tadaru) - 125. 無双 乱す (Musō Midasu) |

| - 126. De um Tecido - Dividido - 127. De um Tecido - Descongelamento - 128. De um Tecido - Brilhar - 129. De um Tecido - Felicitações - 130. De um Tecido - Brilhar - 131. De um Tecido - Esclarecimento | - 126. 無双 破る (Musō Yaburu) - 127. 無双 爍す (Musō Tokasu) - 128. 無双 燿る (Musō Hikaru) - 129. 無双 寿ぐ (Musō Kotohogu) - 130. 無双 赫く (Musō Kagayaku) |

| - 131. De um Tecido - Esclarecimento - 132. De um Tecido - Erupção - 133. De um Tecido - Flutuar - 134. De um Tecido - Despertar - 135. De um Tecido - Acordando | - 131. 無双 明確化 (Musō Meikaku-ka) - 132. 無双 爆ぜる (Musō Hazeru) - 133. 無双 舞う (Musō Mau) - 134. 無双 醒める (Musō Sameru) - 135. 無双 覚す (Musō Samasu) |

| - 136. De um Tecido - Cortando - 137. De um Tecido - Aflição - 138. De um Tecido - Destruição - 139. De um Tecido - De agora em diante, parte 1 - 140. De um Tecido - De agora em diante, parte 2 | - 136. 無双 斷つ (Musō Tatsu) - 137. 無双 禍 (Musō Ka) - 138. 無双 破局 (Musō Hakyoku) - 139. 無双 是れから 前編 (Musō Zere Kara Zenpen) - 140. 無双 是れから 後編 (Musō Zere Kara Kōhen) |

| - 141. De um Tecido - Representação - 142. De um Tecido - Reúna e lute - 143. De um Tecido - Sinais - 144. De um Tecido - Sinais 2 - 145. De um Tecido - Confronto | - 141. 無双 現す (Musō Arawasu) - 142. 無双 闘まる (Musō Tomaru) - 143. 無双 兆す (Musō Kizasu) - 144. 無双 兆す 二 (Musō Kizasu ni) - 145. 無双 臨む (Musō Nozomu) |

## Volumes 31~40
| - 146. De um Tecido - Ter um público - 147. De um Tecido - Queimando - 148. De um Tecido - Habilidade de combate - 149. De um Tecido - Aguentar - 150. De um Tecido - Morte súbita | - 146. 無双 覲ゆ (Musō Miyuru) - 147. 無双 熱る (Musō Hoteru) - 148. 無双 才む (Musō Saimu) - 149. 無双 續く (Musō Tsudzuki-ku) - 150. 無双 焉 (Musō Kore) |

| - 151. De um Tecido - Morte - 152. De um Tecido - Em todos os lugares - 153. De um Tecido - Temer - 154. De um Tecido - Goivar - 155. De um Tecido - Mudanças | - 151. 無双 亡する (Musō na Suru) - 152. 無双 普く (Musō Amaneku) - 153. 無双 忌れる (Musō Imureru) - 154. 無双 闕つ (Musō Ketsu) - 155. 無双 變わる (Musō Kawaru) |

## Capítulos ainda não compilados em volume
| Número do Capítulo | Nome do Capítulo                                    |
| ------------------ | --------------------------------------------------- |
| Capítulo 156       | De um Tecido - Cair (無双 堕ちる, Musō Ochiru)      |
| Capítulo 157       | De um Tecido - Ventilação (無双 嚇る, Musō Ikaru)   |
| Capítulo 158       | De um Tecido - Humano (無双 人, Musō Hito)          |
| Capítulo 159       | De um Tecido - Encontros (無双 邂逅, Musō Wakuraba) |

Alerta: Esta lista é, e será, incompleta até ao término da obra